# Władysław Bończa-Rutkowski
Władysław Bończa-Rutkowski (ur. 18 lipca 1841 w Nowym Dworze Mazowieckim, zm. 21 sierpnia 1905 w Staroźrebach) – polski malarz-pejzażysta. 

## Życiorys
Malarstwa nie traktował jako źródła utrzymania. Utrzymywał kontakty z warszawskim środowiskiem malarskim, przyjaźnił się m.in. z Janem Czesławem Moniuszką.
6 czerwca 1867 poślubił w kościele św. Aleksandra w Warszawie Marię Cichocką i został ojcem trojga dzieci: Władysława Karola (ur. 1868), Kamilli Justyny (ur. 1871), Jana Augustyna (ur. 1875).

## Twórczość
Jego obrazy przedstawiają w realistycznej konwencji sceny z życia wsi mazowieckiej w końcu XIX wieku. Tworzył też obrazy o tematyce sakralnej, m.in. w bocznych ołtarzach kościoła parafialnego w Białej Rawskiej. W latach 1891–1902 wykonał malarstwo ścienne w dawnym pałacu Bromirskich w Staroźrebach.
Niektóre jego dzieła malarskie znajdują się w zbiorach muzealnych, m.in. w Muzeum Narodowym w Warszawie („Krajobraz wiejski nocą”, 1891; „Orka”, 1892; „Scena przed dworkiem”, 1904) oraz w Muzeum Narodowym w Poznaniu („Rozmawiający chłopi”, 1896)

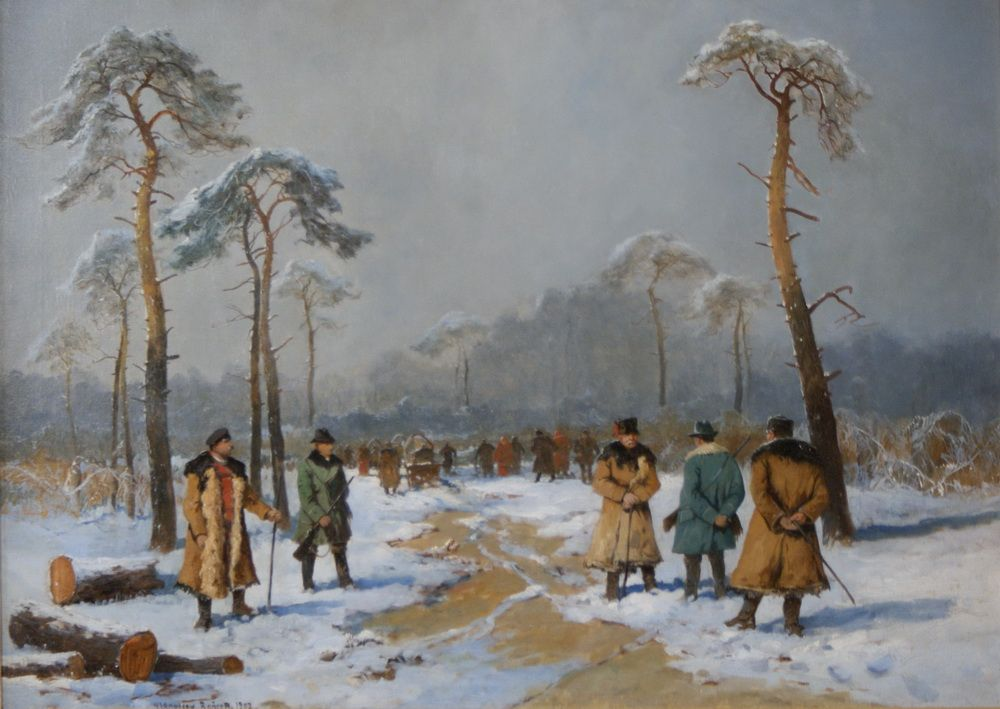
Na polowaniu
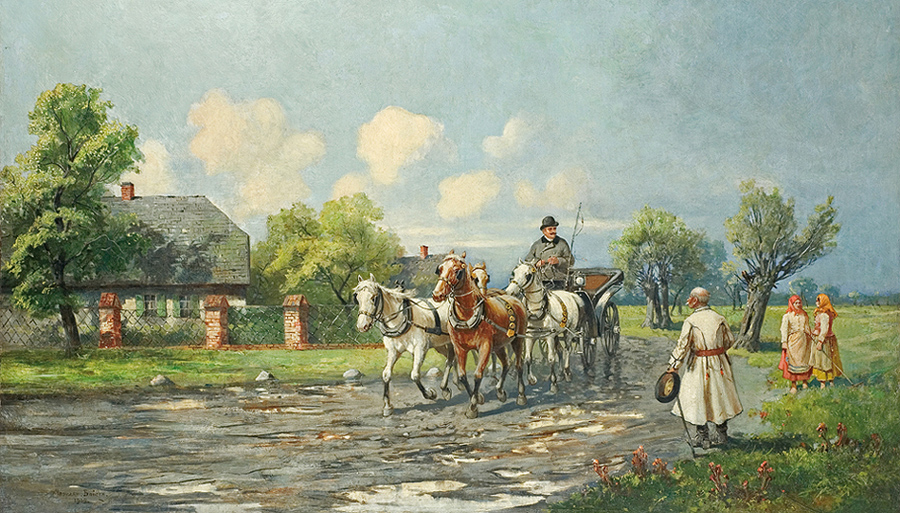
Na wsi
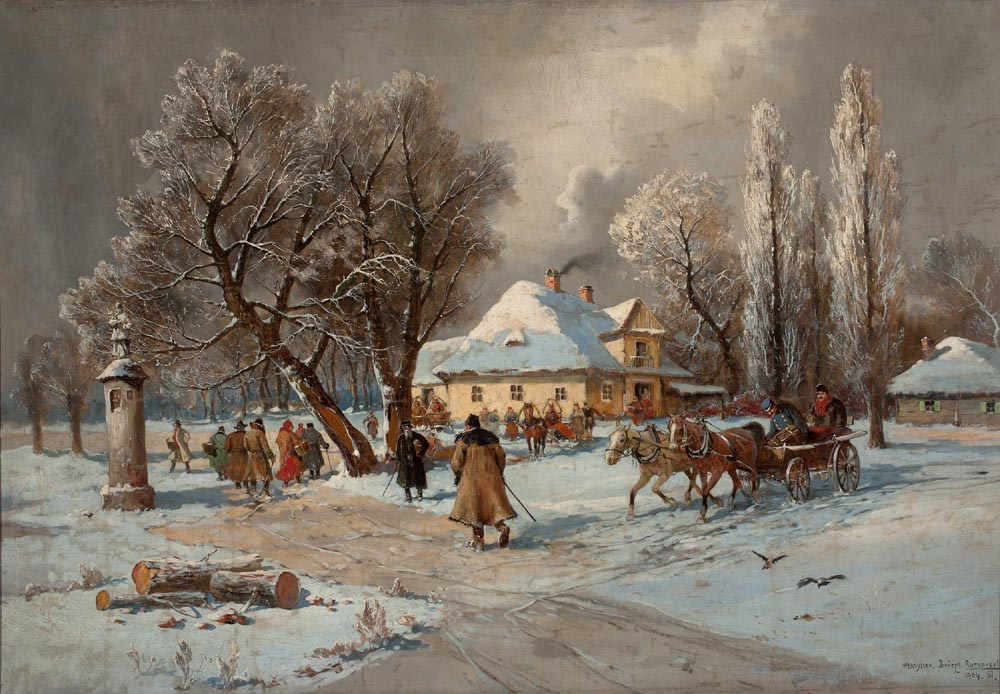
Scena przed dworkiem
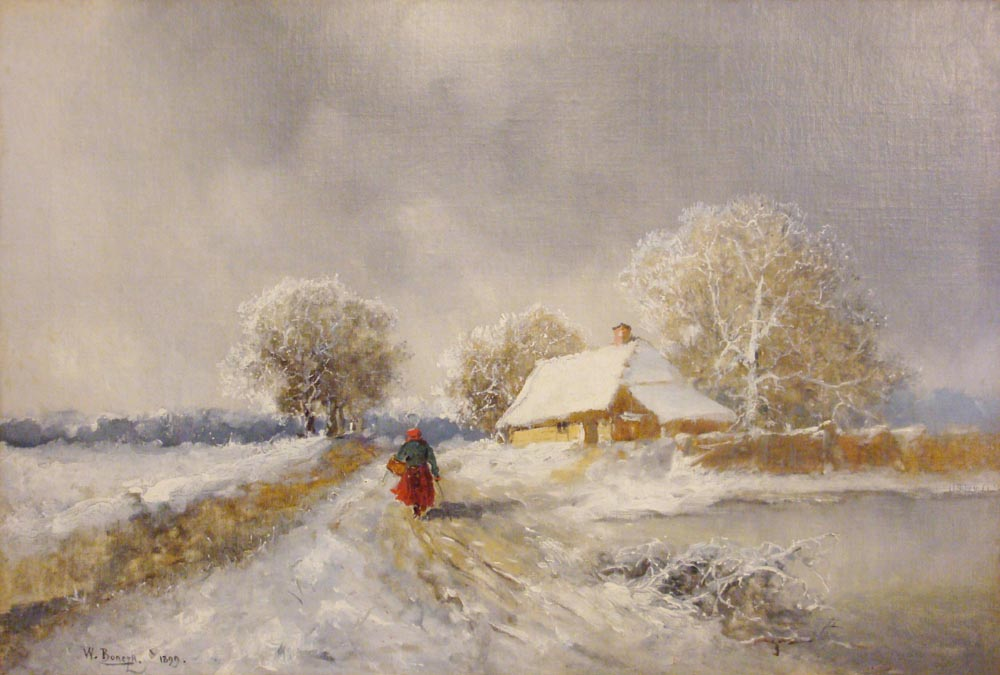
Powrót do domu
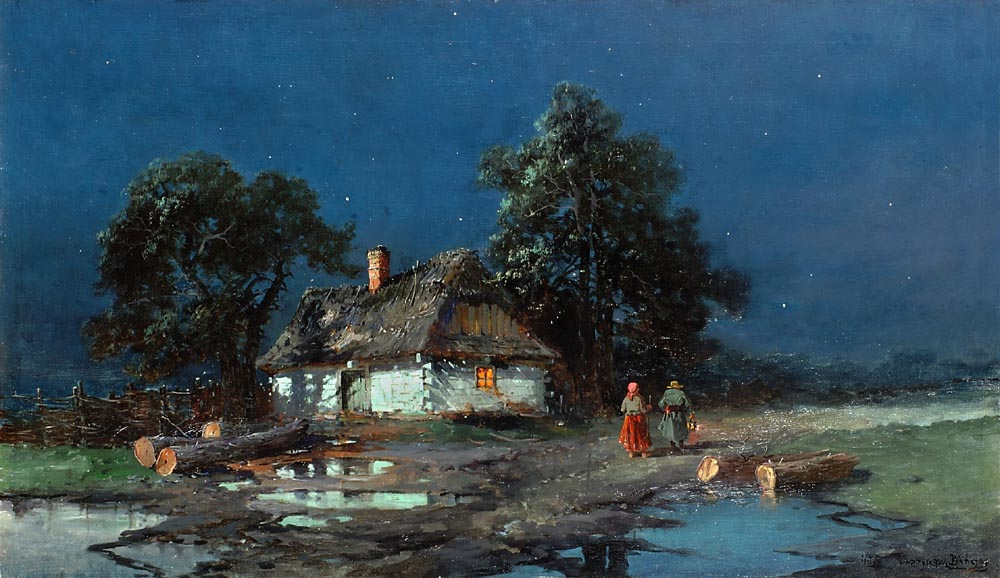
Noc księżycowa